# Regatul de gheață (film)
Regatul de gheață (în original în limba engleză: Frozen) este un film 3D de animație și musical din 2013 produs de Walt Disney Animation Studios și distribuit de Walt Disney Pictures. Acesta are la bază basmul scris de Hans Christian Andersen, Crăiasa zăpezilor. Este cel de-al 53-lea lungmetraj de animație produs de studiourile Disney. Filmul s-a bucurat de un succes răsunător, fiind considerat un fenomen, stabilind noi recorduri absolute, devenind cea mai mare animație a tuturor timpurilor (peste 1,28 miliarde $ încasări), cel mai vizionat film din 2014 și al 5-lea film din istorie (raportat la încasări), cel mai vândut film în format Blu-ray vreodată (8 milioane unități Blu-ray și 22 milioane unități HD DVD și VCD, cu încasări de peste 400 mil. $ doar în SUA), iar melodia tematică a filmului „Let it Go”, cu peste 4 miliarde de accesări însumate total, este cel mai vizualizat clip video de animație muzical de pe YouTube. Este considerată animația cu cel mai mare impact cultural asupra publicului din toate timpurile.
Vocile personajelor principale în versiunea originală sunt interpretate de Kristen Bell, în rolul Annei, Idina Menzel, o legendă a Broadway-ului, în rolul Elsei, Crăiasa Zăpezii, și de tânărul Jonathan Groff care îl interpretează pe Kristoff; cântecele de pe durata filmului vor fi interpretate de aceleași nume, filmul spune povestea unei prințese fără frică care pornește într-o călătorie epică alături de un alpinist zdrențăros, în căutare de aventură - animalul său de companie, un ren loial, și un om de zăpadă nefericit - pentru a-și căuta sora înstrăinată, ai cărei puteri de gheață au prins regatul într-o iarnă fără zori de sfârșit. Muzica peliculei și ilustrările sunt inspirate foarte mult din cultura norvegiană și poporul sami.
În această peliculă apar prințesele cu numărul #12 și #13, din franciza Prințesele Disney, mai precis, prințesele Anna și Elsa.
Frozen a suferit mai multe tratamente narative de-a lungul mai multor ani, înainte de a fi comisionat în 2011, cu scenariul scris de Jennifer Lee, și Chris Buck, cei doi din urmă fiind și regizorii animației. Christophe Beck, care a mai lucrat la animația Disney premiată „Paperman”, a fost angajat să compună coloana orchestrală a filmului, în timp ce scriitorii de piese muzicale, soțul și soția Robert Lopez și Kristen Anderson-Lopez au schițat melodiile.
Filmul a fost distins cu 38 de premii, dintre care două premii Oscar pentru Cel mai bun film de animație și Cea mai bună melodie originală „Let it Go” interpretată de cântăreața Demi Lovato, Globul de Aur la cea de-a 71-a ediție de decernare a festivității, două Premii Grammy, cinci Premii Annie, Premiul BAFTA pentru cel mai bun film de animație, Premiul Saturn pentru cel mai bun film de animație, Critics' Choice Award for Best Animated Feature și People's Choice Awards for Best Animated Film.

## Acțiune
Fetița de 8 ani pe nume Elsa, prințesa Arendelle, are abilitatea de a crea zăpadă și gheață. Într-o noapte, în timp ce se juca, o rănește accidental pe sora ei de 5 ani, Anna, cu puterile ei, făcând ca o mică parte din părul acesteia să prindă culoarea albă. Regele (Maurice LeMarche) și regina caută ajutor de la troli, care o vindecă pe Anna și o fac să uite de magia surorii sale. Liderul lor, Marele Pabbie (Ciaran Hinds), îi informează că dacă Elsa ar fi lovit-o pe Anna în inimă, lovitura i-ar fi fost fatală. Pentru a o proteja pe Elsa și pentru a avea grijă ca puterile ei să numai pună în pericol pe nimeni, cei din familia roială se încuie într-un castel, izolați de lumea de dincolo de ziduri. Elsa, de teamă să nu îi mai facă rău Annei, își petrece majoritatea timpului ascunsă în camera ei, astfel distanțându-se pe măsură ce cresc. 10 ani mai târziu, părinții lor mor pe mare în timpul unei furtuni.
La trei ani după moartea părinților, oamenii din Arendelle pregătesc ceremonia de înconorare a Elsei (Idina Menzel/Dalma Kovacs]). Printre demnitari se află Ducele din Weselton (Alan Tudyk), un comerciant care vrea să exploateze frumosul regat Arendelle pentru profit. Entuziasmată că porțile castelului se vor deschide în final pentru public, Anna (Kristen Bell/Anca Iliese, Cătălina Chirțan), își exprimă speranța de a se îndrăgosti de cineva. Plimbându-se pe străzi, ea îl întâlnește pe Prințul Hans (Santino Fontana/Jorge), prințul insulelor de Sud, iar perechea aceasta formează o atracție unul pentru celălalt. În ciuda îngrijorărilor Elsei, încoronarea începe fără incidente, iar cele două surori încep să formeze o legătură la petrecerea de primire. În timpul petrecerii de sindrofie, Hans o cere în căsătorie pe Anna care acceptă imediat. Elsa, pe de altă parte, refuză să își dea binecuvântarea asupra mariajului, invocând un argument ca între surori, care culminează în faptul că abilitățile criokinetice ale Elsei ies la iveală în fața invitaților.
Panicată, Elsa fuge, declanșând neintenționat o iarnă eternă asupra regatului. După ce acceptă faptul că secretul ei a fost descoperit, ea se bucură că nu mai trebuie să îi fie frică de abilitățile ei, își construiește un palat de gheață și fără să știe aduce înapoi la viață, un om de zăpadă, cel din copilăria ei și a Annei, Olaf (Josh Gad/Mihai Bobonete). Anna pornește în căutarea Elsei, determinată să o aducă înapoi în Arendelle, să pună capăt iernii, și să refacă relația cu aceasta. În timp ce se aprovizionează la Locul Comercial al lui Oaken (Chris Williams/Marius Chivu), Anna face cunoștință cu omul de munte Kristoff (Jonathan Groff/Ciprian Cojenel) și animalul său de companie, haiosul ren Sven. Anna îl convinge pe Kristoff să îi fie ghid către Muntele Nord. După un atac al lupilor, cei doi îl întâlnesc pe Olaf, care îi va ghida către ascunzătoarea Elsei, devenită acum, Crăiasa Zăpezilor.
Ajunși la palatul ei, Anna și Elsa sunt reunite, iar Anna încearcă să o convingă pe sora ei mai mare să se întoarcă. Elsa o ceartă, totuși, fiindu-i încă frică ca nu cumva să o rănească pe Anna. Cum Anna persistă, Elsa devine agitată și o lovește accidental pe Anna în inimă cu puterile ei. Elsa, în disperare să scape de sora ei mai mică creează o creatură de zăpadă imensă care îi aruncă afară. După ce scapă de monstrul din zăpadă, Kristoff observă că părul Annei își schimbă culoarea în alb și decide să o ducă înapoi la familia lui adoptivă de troli. După o încurcătură, ea se prăbușește și Marele Pabbie dezvăluie că numai un act de iubire adevărată va putea topi inima înghețată, dacă nu Anna va muri. Kristoff se grăbește înapoi în Arendelle pentru a-l lua pe Hans și a-l aduce la Anna, crezând că sărutul adevăratei iubiri o va salva.
Între timp, Hans, care pornise în căutarea Annei, o aduce pe Elsa înapoi în castel, după ce aceasta a fost lovită și lăsată inconștientă dintr-o încăierare care a avut loc mai devreme cu oamenii lui Weselton. Încătușată într-o celulă pentru propria-i protecție, Hans o roagă să dezlege iarna, dar fără rezultat, pentru că Elsa recunoaște că nu are control asupra puterilor ei. Anna este dusă la Hans, în timp ce continuă să înghețe. Ea îl imploră să o sărute pentru a sparge blestemul, dar Hans refuză, destăinuind adevăratul lui plan de a se căsători cu Anna pentru a prelua controlul tronului regatului Arendelle. Lăsând-o pe Anna să moară, Hans se duce după Elsa, învinuind-o pe aceasta pentru moartea aparentă a surorii sale.
Elsa evadează din temniță și se îndreaptă către viscolul de pe fiord. Olaf ajunge să o salveze pe Anna și dezvăluie că Kristoff este îndrăgostit de ea. Cei doi călătoresc apoi pe fiord pentru a-l găsi. Hans apare în fața Elsei și îi spune că din cauza acțiunilor ei, Anna este moartă. În disperarea Elsei, viscolul se oprește brusc, dându-le o șansă lui Kristoff și Annei să se regăsească unul pe celălalt. Totuși, când Anna vede că Hans este pe cale să o asasineze pe Elsa, se aruncă între cei doi apoi îngheață, blocând lovitura. După câteva momente de durere ale Elsei, Anna începe să se topească, ca rezultat al alegerii ei de a se sacrifica pentru a-și salva sora, acesta constituind „un act al iubirii adevărate”.
Elsa realizează că dragostea este cheia pentru a-și controla puterile și dezgheață regatul, în timp ce păstrează un microclimat personal pentru Olaf pentru a nu se topi. Hans este trimis înapoi către Insulele Sudice pentru a primi pedeapsa cuvenită, iar Elsa întrerupe căile de comerț cu Weselton. Anna și Kristoff împart un sărut. Elsa promite să nu mai închidă porțile castelului vreodată, se împacă cu Anna, și toată lumea sărbătorește.

## Personaje și voci
- Kristen Bell - Anna, o membră a familiei regale și sora mai mică a Elsei[20]
- Idina Menzel - Elsa, Crăiasa Zăpezii și sora mai mare a Annei[20][21]
- Jonathan Groff - Kristoff, un om al munților, care deține un ren simpatic pe nume Sven[22][23]
- Santino Fontana - Prințul Hans, prințul Insulelor de Sud[22]
- Josh Gad - Olaf, un om de zăpadă, cu o poftă nebună de vară[20][24][25]
- Alan Tudyk - Ducele de Weselton[25]
- Chris Williams - Oaken, deținătorul Cabanei cu saună a Hionarului Oaken[26]
- Eva Bella - Elsa, copil [27][28]
- Livvy Stubenrauch - Anna, copil[29]
- Ciarán Hinds - Pabbie, Regele Trol[30]
- Maia Wilson - Bulda, un trol[31]
- Jack Whitehall - un trol[32]
- Maurice LaMarche - Regele regatului Arendelle, tatăl Annei și al Elsei[31]

## Dezvoltare

### Origini
În 1943, Walt Disney și Samuel Goldwyn au luat în considerare posibilitatea colaborării în vederea producerii unui film biografic al autorului Hans Christian Andersen, unde studioul lui Goldwyn ar filma secvențe reale din viața lui Andersen, iar studiourile Disney ar crea secvențe animate. Secvențele animate ar fi inclus povești din munca lui Andersen, precum Mica Sirenă, Fetița cu chibrituri, Crăiasa Zăpezilor, Degețica, Rățușca cea urâtă, Hainele cele noi ale Împăratului. Walt și animatorii aveau probleme în legătură cu Crăiasa Zăpezilor pentru că nu puteau găsi un mod de a adapta personajul Crăiesei la audiența modernă. Încă de la 1940, departamentul de animație de la Disney a văzut mari posibilități cinematografice cu materialul sursă, dar personajul Crăiesei Zăpezilor în sine s-a dovedit a fi mult prea problematic. Asta, printre altele, a dus la anularea proiectului Disney-Goldwyn. Goldwyn a mers mai departe și a produs propria versiune a filmului în 1952, intitulat Hans Christian Andersen, cu Danny Kaye în rolul lui Andersen, Charles Vidor, regizor, Moss Hart, scenaristul, și Frank Loesser, ce avea să se ocupe de partea muzicală a producției. Toate fabulele lui Andersen au fost, de fapt, spuse în cântece și balet live, ca și restul filmului. A obținut șase nominalizări la Premiile Oscar, anul următor. La Disney,Crăiasa Zăpezilor, împreună cu alte fabule a lui Andersen (printre care și Mica Sirenă) au intrat în seiful Disney, ca urmare a prestigioasei politici de moratoriu.

### Eforturi ulterioare
„Versiunea originală a lui Hans Christian Andersen a basmului „Crăiasa Zăpezilor” este o poveste destul de întunecată și nu este ușor de transpus într-un film. Pentru noi, avansul a apărut când am încercat să îi dăm adevărate calități umane Crăiesei. Când ne-am decis să o facem pe Regina de Gheață, Elsa și pe protagonista noastră, Anna, surori, asta ne-a permis un mod de relaționare cu personajele în vederea înțelegerii emoțiilor și sentimentelor lor, de către audiență, emoții cu care aceasta se putea identifica mai ușor. Filmul acesta are destule personaje complicate și relații de același gen între acestea. Sunt timpuri când Elsa face lucruri rele dar pentru că înțelegeți de unde provine, de la această dorință a sa, de a se apăra, întotdeauna te poți identifica cu ea. „Inspirat din” înseamnă exact asta. Este zăpadă și este gheață, și este o regină, dar în afară de acestea, am deviat de la poveste destul de mult. Noi încercăm să aducem scopul și scala la nivelul la care v-ați așteptat, dar într-un mod în care putem înțelege personajele și să ne identificăm cu ele.” 
Spre sfârșitul anilor 1990, Walt Disney Feature Animation porniseră de la propria adaptare a Crăiesei Zăpezilor, după succesul imens al filmelor sale recente, dar proiectul a fost rebutat complet la sfârșitul anului 2002, când Glean Keane a abandonat proiectul. Chiar înainte, Harvey Fierstein și-a prezentat povestea, în versiunea lui executivilor Disney, dar a fost refuzat. Dick Zondag și Dave Goetz au încercat de-asemeni, dar au eșuat. Disney a pus pe așteptare din nou proiectul. Michael Eisner, pe-atunci director executiv, apoi președinte al companiei Disney, a întins o mână pentru proiect și a sugerat să fie realizat împreună cu John Lasseter, de la studiourile Pixar Animation, când studiourile ar primi contractele reînnoite.
Proiectul a fost adus la viață iarăși, în jurul anului 2008 când Chris Buck și-a prezentat versiunea lui a adaptării. Atunci proiectul căpătase numele de „Anna și Crăiasa Zăpezilor”, fiind propus pentru lansare în stilul tradițional 2D. La începutul lui 2010, proiectul a intrat în iadul dezvoltării, încă o dată, când studioul a eșuat să găsească o cale, pentru ca povestea și personajul Crăiasa Zăpezii să prindă la publicul de toate vârstele.

### Revitalizare
Pe 22 decembrie, 2011, urmat de succesul Tangled/O poveste încâlcită, Disney a anunțat un nou titlu pentru film, Frozen, și o dată de lansare, 27 noiembrie 2013, cât și o echipă diferită față de cea precedentă. O lună mai târziu, a fost confirmat, faptul că filmul va fi o animație generată pe calculator în stereoscopic 3D, substituind astfel, animația desenată de mână. Pe 5 martie 2012, a fost anunțat regizorul, Chris Buck, ce va face echipă bună cu John Lasseter și Peter Del Vecho, ce vor fi producătorii.
După ce Disney a luat hotărârea să avanseze Crăiasa Zăpezilor la dezvoltare încă o dată, una din provocările pe care Buck și Del Vecho le-au înfruntat a fost personajul Crăiasa Zăpezilor, care în versiunea inițială, a fost malefică. Buck și Del Vecho și-au prezentat poveștile lui John Lasseter, împreună cu întreaga echipă de producție adunați la o conferință pentru a afla părerile lui Lasseter despre proiectul în desfășurare. Producătorul de design Michael Giaimo, își amintește; „Aceea a fost schimbarea jocului...țin minte că John spunea că ultima versiune a Crăiesei Zăpezilor, pe care Chris Buck și echipa sa au înfăptuit-o a fost distractivă, foarte emoționantă. Dar personajele nu rezonau. Nu erau multi-fațetate. De aceea John a crezut că audiența nu s-ar putea conecta cu ele.” Echipa de producție a prezentat apoi problemele filmului, scoțând variații din povestea Crăiesei Zăpezilor, până când povestea și personajele au putut fi relevante. În final, echipa s-a hotărât să modifice protagonista filmului, Anna (care s-a bazat pe personajul Gerda din Crăiasa Zăpezilor), ca sora mai mică a Elsei, instalând efectiv o relație familială dinamică între personaje.

## Producție
Frozen este "mai mult un film feminist pentru Disney". Sunt tare bucuroasă de asta. Are totul, dar este concentrat îndeobște pe iubirea dintre surori. Cred că aceste două femei, sunt competitive una cu cealaltă, dar mereu încearcă să se protejeze- surorile au un mod tare complicat de a se raporta unele la altele. Este chiar o relație extraordinară, pentru a fi transpusă în filme, mai ales pentru copii mici." 
Walt Disney Animation Studios a lucrat la adaptarea individuală a basmului clasic Crăiasa zăpezilor, de la ultima adaptare din anul 2002. Cu toate acestea, în martie 2010, Disney a reluat proiectul. La finele lunii iunie 2010, Disney a anunțat că filmul a fost pus „în așteptare”. Pe 22 decembrie 2011, după succesul înregistrat de „O poveste încâlcită” (inițial numit Rapunzel), Disney a anunțat un nou titlu pentru film, Frozen, și o dată de lansare, 27 noiembrie 2013. O lună mai târziu, a fost confirmat faptul că filmul va fi o animație computerizată ce se va folosi de tehnologia stereoscopică 3D, în locul animației destinate inițial în 2D.

Crăiasa zăpezilor din Arendelle, Elsa pare sigură pe ea, dar în sinea ei îi este teamă, căci trebuie să ascundă un secret extraordinar: s-a născut cu puterea magică de a transforma totul în jurul ei, în gheață și zăpadă.Ea este convinsă că a devenit un monstru și nici măcar Anna nu ar mai putea-o salva.

Pe 5 martie 2012, a fost de asemenea anunțat faptul că actrița Kristen Bell își va „împrumuta” vocea personajului principal, Anna; „De când aveam 4 ani, am visat să fiu într-un film de desene animate Disney,” a declarat Bell. „A fost primul pe care mi l-am propus, și l-am înfăptuit. Părea a fi unul foarte visător.” Când Bell era doar o fetiță, a înregistrat pentru cutiuța muzicală, câteva dintre melodiile de pe coloana sonoră a filmului Mica Sirenă, incluzând „Part of Your World”/„Din lumea lor”, după ce a crescut fascinată la gândul că într-o bună zi pașii o vor purta spre un rol într-un film Disney, cum sunt Mica Sirenă și Aladin. Replicile sale înregistrate în copilărie pentru Mica Sirenă, sunt cel mai puternic argument pentru care aceasta a fost admisă pentru rolul Annei, iar regizoarea Jeniffer Lee, i-a transmis faptul că dacă nu ar fi înregistrat acele replici pentru Sirenă, ar fi fost extrem de greu să găsească motivul pentru care ea îi putea da glas fermecătoarei Anna. Chris Buck va regiza, împreună cu John Lasseter și Peter Del Vecho, producția. Bell și-a înregistrat replicile în timp ce era însărcinată. După ce a născut, ea a reînregistrat anumite părți, vocea fiindu-i foarte profundă, acele scene abundând în „tonalități mult prea feminine”.
Pe lângă castingul realizat de Kristen Bell, Disney a ales-o pe Idina Menzel în rolul Elsei, Crăiasa zăpezilor. Pe 30 noiembrie 2012, a fost anunțată oficial știrea conform căreia Jeniffer Lee, unul dintre scenariștii filmului „Ralph Strică-Tot”, s-a alăturat echipei lui Buck, ca și co-regizor, mai mult focusându-se pe sesiunea de înregistrare a replicilor și povestea în sine. Pe 19 decembrie 2012, a fost dezvăluit faptul că Alan Tudyk, care a fost vocea Regelui Bomboană în „Ralph Strică-Tot”, va avea în film, rolul unui tip avar, Ducele de Weselton, împreună cu Santino Fontana, ce va da voce Prințului Hans, și Josh Gad, ce va fi simpaticul om de zăpadă, Olaf, ce adoră îmbrățișările calde.
Kristen Bell vorbește despre apropierea sa de Anna, personajul său: „Sunt foarte entuziasmată, și gata să le-o arăt oamenilor. Am reușit să fiu parte dintr-un film pe care mi-l doream să-l văd când eram copil,” spune ea. „Mereu am iubit desenele Disney, dar era ceva despre femei, ce era innacesibil pentru mine. Atitudinea lor era prea împăciuitoare, și ele erau prea bune de gură, și chiar am simțit că am făcut această fată să relaționeze, să fie mult mai ciudată, și descusută, și de ce nu, mai impresionabilă, și neîndemânatică. Sunt foarte mândră de asta.”
Pe 30 noiembrie 2012, a fost anunțată preluarea proiectului de către Jeniffer Lee, în calitate de co-regizor. „Am adus-o pe Jeniffer Lee, ca și co-regizor, inițial am dorit să fie scenaristul, și avea o asemenea pasiune care venea de la sine, a adus foarte multă creativitate filmului, s-a sincrotizat foarte bine cu Chris. Pentru a ne încadra în film, aveam nevoie de doi regizori,” remarcă Del Vecho. Urmând invitația de „regizorat”, Jennifer Lee devine prima femeie care a stat la cârma producției unei animații de lung-metraj produs de The Walt Disney Company. Peter Del Vecho comentează despre motivul pentru care s-a recurs la opțiunea a doi regizori: „Pe partea de planificare a poveștii am fost mereu împreună. Acesta sunt eu însumi, capul poveștii, împreună cu compozitorii Jeniffer Lee și Chris Buck; nu poți face nimic, până nu începi munca propriu-zisă. Dar după aceasta, avem abilitatea de a o păstra pe Jen pentru realizarea poveștii, în timp ce Chris lucrează la animație, după care ei vin împreună din nou în editorial. Ideea a 2 regizori, este aceea că ei pot veni împreună, pasându-și ideile unii altora,atunci când trebuie să își împartă responsabilitățile pe o perioadă scurtă de timp, esențial, este că ei termină mai mult într-o zi normală.”

### Animația

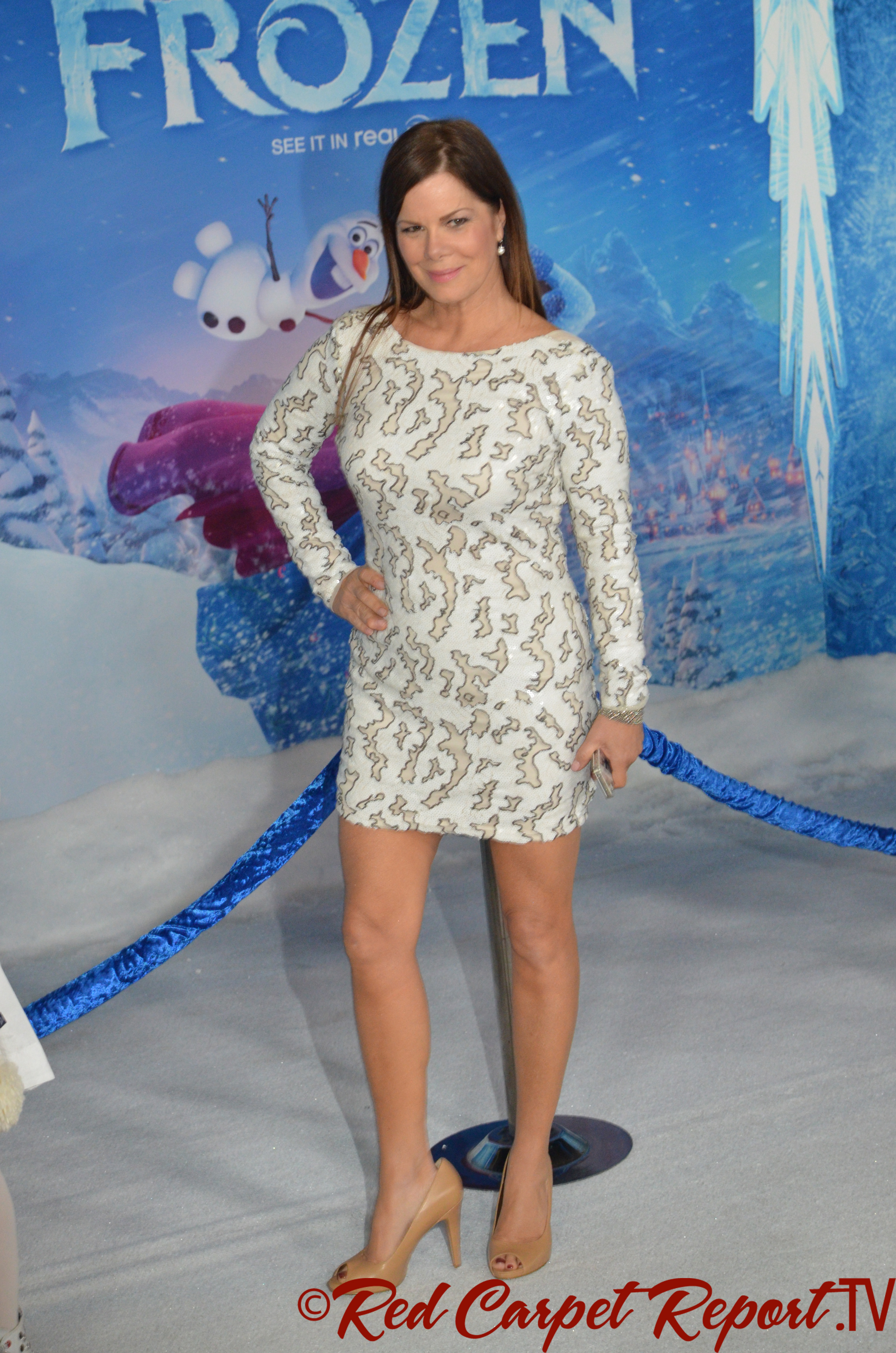
Marcia Gay Harden la premiera filmului „Regatul de gheață”, desfășurată la El Capitan Theatre, Hollywood

Animatorii filmului au vizitat un hotel de gheață în Quebec, Canada pentru a studia cum se reflectează lumina și refracția ei pe zăpadă și gheață. Pentru cadrul filmului, animatorii au folosit priveliștea din Norvegia și simțul sezonului de iarnă din Wyoming, drept inspirație. „Am avut un program foarte scurt pentru programul filmului, deci concentrarea noastră a fost să punem la punct povestea, dar știam că John Lasseter se axează pe adevăr în materia creeării unei lumi adevărate, și iarăși asta nu înseamnă că este o lume reală - dar una în care să crezi. A fost important de văzut scopul și scala Norvegiei, fiind important ca animatorii noștri să cunoască pe deplin aceste detalii,” a remarcat Del Vecho. "Este un sentiment adevărat de Lawrence al Arabiei, care prezintă un scop și o scală desâvârșită” a concluzionat acesta. Înapoi la studio, Del Vecho a explicat producția de film: „În acest film, animatorii lucrează fiecare la câte un personaj. Animatorii înșiși pot lucra la personaje multiple dar mereu se lucrează sub o singură conducere. Cred că a fost diferit la Tangled, de exemplu, dar am ales să facem așa, pentru că am vrut o persoană să înțeleagă pe deplin și să dezvolte propriul personaj iar apoi să-l împartă la restul echipei. Hyrum Osmond, animatorul lui Olaf, este liniștit dar are o personalitate amuzantă și ieșită din comun așa că va aduce multă comedie personajului; animatorul Annei, Becky Bresee, este pentru prima oară la cârma unui personaj animat și am vrut ca ea să se ocupe de Anna”. Mai multe monumente naturale din Norvegia sunt incluse în film, inclusiv Fortăreața Akershus din Oslo, Catedrala Nidaros din Trondheim și Bryggen din Bergen. Sunt incluse și alte lucruri tipice tradiționale norvegiene precum o biserică stavkirke, troli, nave de Vikingi, îmbrăcăminte și mâncare precum lutefisk. Filmul conține de asemenea câteva elemente specifice din nordul și centrul Norvegiei, cultura sami, cum ar fi renul și echipamentul folosit pentru a-l ține în frâu, stiluri de îmbrăcăminte, cât și părți din coloana sonoră.
Dacă privim aspectul și natura cinematografică a filmului, regizorul peliculei Michael Giaimo (Pocahontas) a fost influențat simțitor de către munca legendarului Jack Cardiff, Black Narcissus, care aduce o hiper-realitate ce este emanată prin toți porii acțiunii filmului Frozen. Ideea ca filmul să fie realizat prin intermediul unui sistem cinemascopic, îi aparține în totalitate, idee ce a fost aprobată imediat de către John Lasseter. După cum explică chiar acesta, „Din cauza faptului că acesta este un film la o asemenea scală cu câte un fiord din Novergia, reunit într-un peisaj desenat ca să îți taie respirația, am vrut să explorez profunzimea conceptului. Dintr-o perpectivă de design, subliniind aspectele orizontale și verticale, și ce ofereau fiordurile, era perfect. Am încastrat cumva povestea surorilor la o scală largă.” De fapt, munca lui Ted D. McCord la Sunetul muzicii, a fost o altă inspirație majoră a filmului: „Juxtapunerea personajelor și ambianța, sau duplicatul modului în care acestea au jucat în termenii cinematografiei a fost briliantă în acest film.”, adaugă Giaimo. Giaimo a vrut de-asemenea ca fiordul Norvegiei, arhitectura și arta folclorică să fie factori critici în designul mediului înconjurător din Arendelle. Giaimo, a cărui trecut este animație, a notat că arta designului mediului înconjurător reprezintă o unitate de caracter și mediu, inițial acesta a vrut să încorporeze culori saturate, ceea ce sunt de obicei contraindicate în animația pe calculator. Un ren în viață a fost adus în studio pentru a fi studiat de animatori, modul în care se mișcă și manierismele, pentru proiectarea cât mai veridică a personajului Sven.
În timpul producției, titlul filmului în varianta englezească, a fost schimbat de la Crăiasa Zăpezilor la Frozen (Înghețat), o decizie care s-a apropiat simțitor de Tangled. Peter Del Vecho a explicat că "Titlul „Înghețat” a venit separat față de titlul Tangled/O poveste încâlcită. Este pentru că, în opinia noastră, reprezintă filmul. Frozen joacă un rol decisiv la nivelul zăpezii și al gheții, dar și a relațiilor, sau inimiilor înghețate, care trebuiesc încălzite. Nu ne gândim la comparații între Tangled și Frozen, cu toate acestea. A mai menționat că filmul își va păstra numele original, Crăiasa Zăpezilor, în anumite țări: „pentru că rezonează mai puternic în alte țări decât Înghețat, cel mai elocvent fiind în Franța, La Reine des Neiges. Poate că este o adăugire la „Crăiasa Zăpezilor”, în moștenirea țării, și ei au vrut să aducă la lumină tocmai acest fapt."

## Muzica
Melodiile originale din „Regatul de gheață”, sunt scrise și compuse de laureatul la premiul Tony, Robert Lopez (Avenue Q și Cartea lui Mormon) și de soția lui, Kristen Anderson-Lopez, laureată a premiului Drama Desk Award cei doi lucrând la Disney de dinainte, în producția din 2011, Winnie de Pluș. La evenimentul din august 2013, denumit D23, unul dintre cântecele de pe coloana sonoră, „Let It Go” a fost cântat în avanpremieră. Melodia va fi cântată de Idina Menzel, de fapt de Elsa, atunci când această va părăsii regatul, și își va crea propriul ei palat de gheață. În februarie 2013, a fost raportat faptul că Christophe Beck, a fost angajat să înregistreze producția, după munca sa de înaltă clasă, foarte aclamată de public, pentru scurt-metrajul "Paperman/"Omul de hârtie", înregistrat în anul anterior filmului Frozen". Kristen Bell a confirmat duetul dintre ea, și Idina Menzel. Pe 8 august 2013, "Let It Go", și "In the Summer", cântecul lui Olaf, au fost dezvăluite la Disney D23 Expo. A fost dezvăluită, în aceeași măsură, pe 14 septembrie 2013, melodia lui Frode Fjellheim Eatnemen Vuelie, ce va fi melodia de generic a filmului. În acest cântec se regăsesc elemente ale stilului tradițional al poporului sami, reunit sub apelativul joik.
Pe 21 octombrie 2013, Demi Lovato a lansat varianta sa a melodiei "Let It Go". Două ediții aferente coloanei sonore a filmului Regatul de gheață vor fi lansate de Walt Disney Records pe 25 noiembrie 2013; o ediție pe un disc, și o altă ediție pe 2 discuri (care conține un preview după melodiile înregistrate în film, și compozițiile muzicale care au fost diferite de scenele finale tăiate la montaj, înregistrări ale planului nefolosit în montajul filmului, nicioadată introduse în peliculă, și instrumentalurile după principalele melodii din film.
Pentru compoziția orchestrală a filmului, compozitorul Christophe Beck a adus un omagiu, pentru Norvegia-decoruri inspirate, trimiteri la instrumentele regionale precum celebrul corn de vânătoare și tehnici vocale cum ar fi cea numită kulning, o chemare tradițională a turmelor de oi. După un articol publicat pe MarketWatch, ""Cu Regatul de gheață," spune acesta, „avem cadrul din care trebuia să desenăm-- acele panorame înzăpezite și înghețate, care este foarte evocator. Regiunea ne-a oferit o grămadă de sunete de-a dreptul interesante și cool de care nu am auzit--Cred că multe persoane din afara acelor tărâmuri de basm sunt în asentimentul meu.” Producătorii filmului au recrutat un lingvist norvegian, pentru a-i ajuta cu versurile cântecului folosit pentru încoronarea Elsei cântat în limba nordică veche. Pe de altă parte, echipa a călătorit în Norvegia pentru a înregista acel cor feminin, Cantus, în limbaj de specialitate, pentru o porțiune inspirată din muzica tradițională norvegiană. Muzica, care a fost înregistrată de o orchestră formată din 80 de componente, acompaniată de 32 vocaliști--incluzând-o pe nativa norvegiană Christine Hals, a cărei educație rurală i-a folosit pentru abilitățile sale excepționale pentru kulning-uri.
Beck a lucrat cu Lopez și Anderson-Lopez la integrarea cântecelor în aranjamentul muzical compozițional. Trio-ul „s-a vrut să creeze o călătorie muzicală coezivă de la început până la final.”

### Coloana sonoră
Toate melodiile sunt compuse de Kristen Anderson-Lopez și Robert Lopez în afara instrumentalelor 11-32 care sunt compuse de Christophe Beck.
| Regatul de gheață produs de Walt Disney Studios |                                                                      |                                                |         |  |
| Nr.                                             | Titlu                                                                | Cântăreț(i)                                    | Lungime |  |
| 1.                                              | „Inima de gheață”                                                    | Generic pentru Regatul de gheață               | 1:45    |  |
| 2.                                              | „Hai afară la zăpadă!”                                               | Kristen Bell, Agatha Lee Monn, and Katie Lopez | 3:27    |  |
| 3.                                              | „Dup-atâta amar de vreme”                                            | Idina Menzel și Bell                           | 3:45    |  |
| 4.                                              | „Asta e dragostea”                                                   | Bell și Santino Fontana                        | 2:07    |  |
| 5.                                              | „S-a-ntâmplat”                                                       | Menzel                                         | 3:44    |  |
| 6.                                              | „Renu-i mai bun ca omul”                                             | Jonathan Groff                                 | 0:50    |  |
| 7.                                              | „În Vară”                                                            | Josh Gad                                       | 1:54    |  |
| 8.                                              | „Dup-Atâta Amar de Vreme (Repriză)”                                  | Menzel and Bell                                | 2:30    |  |
| 9.                                              | „Renovare” (în colaborare cu Maia Wilson)                            | Cor Ager Film                                  | 3:02    |  |
| 10.                                             | „Let It Go”                                                          | Demi Lovato                                    | 3:47    |  |
| 11.                                             | „Vuelie” (în colaborare cu Cantus)                                   | Beck                                           | 1:36    |  |
| 12.                                             | „Elsa and Anna”                                                      | Beck                                           | 2:43    |  |
| 13.                                             | „The Trolls”                                                         | Beck                                           | 1:48    |  |
| 14.                                             | „Coronation Day”                                                     | Beck                                           | 1:14    |  |
| 15.                                             | „Heimr Arnadlr”                                                      | Beck                                           | 1:25    |  |
| 16.                                             | „Winter's Waltz”                                                     | Beck                                           | 1:00    |  |
| 17.                                             | „Sorcery”                                                            | Beck                                           | 3:17    |  |
| 18.                                             | „Royal Pursuit”                                                      | Beck                                           | 1:02    |  |
| 19.                                             | „Onward and Upward”                                                  | Beck                                           | 1:54    |  |
| 20.                                             | „Wolves”                                                             | Beck                                           | 1:44    |  |
| 21.                                             | „The North Mountain”                                                 | Beck                                           | 1:34    |  |
| 22.                                             | „We Were So Close”                                                   | Beck                                           | 1:53    |  |
| 23.                                             | „Marshmallow Attack!”                                                | Beck                                           | 1:43    |  |
| 24.                                             | „Conceal, Don't Feel”                                                | Beck                                           | 1:07    |  |
| 25.                                             | „Only an Act of True Love”                                           | Beck                                           | 1:07    |  |
| 26.                                             | „Summit Siege”                                                       | Beck                                           | 2:32    |  |
| 27.                                             | „Return to Ardenelle”                                                | Beck                                           | 1:38    |  |
| 28.                                             | „Treason”                                                            | Beck                                           | 1:36    |  |
| 29.                                             | „Some People Are Worth Melting For”                                  | Beck                                           | 2:06    |  |
| 30.                                             | „Whiteout”                                                           | Beck                                           | 4:17    |  |
| 31.                                             | „The Great Thaw (Vuelie Reprise)” (în colaborare cu Frode Fjellheim) | Beck                                           | 2:29    |  |
| 32.                                             | „Epilogue”                                                           | Beck                                           | 3:04    |  |
| Lungime totală:                                 | Lungime totală:                                                      | Lungime totală:                                | 1:03:40 |  |

| Varianta pentru Spania și America Latină. |                                    |                  |         |  |
| Nr.                                       | Titlu                              | Cântăreț(i)      | Lungime |  |
| 11.                                       | „Libre Soy” (Varianta în spaniolă) | Martina Stoessel | 3:46    |  |

| Varianta pentru Italia |                                           |                  |         |  |
| Nr.                    | Titlu                                     | Cântăreț(i)      | Lungime |  |
| 11.                    | „All'alba sorgerò” (Varianta în italiană) | Martina Stoessel | 3:46    |  |

| Varianta pentru Malaysia |                                  |                     |         |  |
| Nr.                      | Titlu                            | Cântăreț(i)         | Lungime |  |
| 11.                      | „Bebaskan” (Varianta în malaeză) | Marsha Milan Londoh | 3:46    |  |

| Varianta pentru Franța |                                            |             |         |  |
| Nr.                    | Titlu                                      | Cântăreț(i) | Lungime |  |
| 11.                    | „Libérée, Délivrée” (Varianta în franceză) | Anaïs Delva | 3:46    |  |

Toate melodiile sunt compuse de Kristen Anderson-Lopez și Robert Lopez în afara instrumentalelor 11-32 care sunt compuse de Christophe Beck.
| Regatul de gheață (produs de Walt Disney Studios – Ediție de Lux pe 2 Discuri) |                                                |                                                                    |         |  |
| Nr.                                                                            | Titlu                                          | Cântăreț(i)                                                        | Lungime |  |
| 1.                                                                             | „For the First Time in Forever (Demo)”         | Kristen Anderson-Lopez                                             | 3:33    |  |
| 2.                                                                             | „Love Is an Open Door (Demo)”                  | Robert Lopez și Kristen Anderson-Lopez                             | 2:05    |  |
| 3.                                                                             | „We Know Better (Outtake)”                     | Kristen Anderson-Lopez                                             | 4:04    |  |
| 4.                                                                             | „Spring Pageant (Outtake)”                     | Robert Lopez, Kristen Anderson-Lopez, Katie Lopez, and Annie Lopez | 3:11    |  |
| 5.                                                                             | „More Than Just the Spare (Outtake)”           | Kristen Anderson-Lopez                                             | 3:26    |  |
| 6.                                                                             | „You're You (Outtake)”                         | Robert Lopez și Kristen Anderson-Lopez                             | 1:50    |  |
| 7.                                                                             | „Life's Too Short (Outtake)”                   | Kristen Anderson-Lopez                                             | 3:53    |  |
| 8.                                                                             | „Life's Too Short (Reprise) (Outtake)”         | Kristen Anderson-Lopez                                             | 1:44    |  |
| 9.                                                                             | „Reindeer(s) Remix (Outtake)”                  | Robert Lopez                                                       | 2:29    |  |
| 10.                                                                            | „The Ballad of Olaf & Sven (Demo)”             | Beck                                                               | 1:35    |  |
| 11.                                                                            | „Queen Elsa of Arendelle (Demo)”               | Beck                                                               | 0:44    |  |
| 12.                                                                            | „Hans (Demo)”                                  | Beck                                                               | 1:22    |  |
| 13.                                                                            | „It Had to Be Snow (Demo)”                     | Beck                                                               | 1:18    |  |
| 14.                                                                            | „Meet Olaf (Demo)”                             | Beck                                                               | 2:01    |  |
| 15.                                                                            | „Hands for Hans (Demo)”                        | Beck                                                               | 0:48    |  |
| 16.                                                                            | „Oaken's Sauna (Demo)”                         | Beck                                                               | 1:26    |  |
| 17.                                                                            | „Thin Air (Demo)”                              | Beck                                                               | 2:19    |  |
| 18.                                                                            | „Cliff Diving (Demo)”                          | Beck                                                               | 0:51    |  |
| 19.                                                                            | „The Love Experts (Demo)”                      | Beck                                                               | 1:04    |  |
| 20.                                                                            | „Elsa Imprisoned (Demo)”                       | Beck                                                               | 1:04    |  |
| 21.                                                                            | „Hans' Kiss (Demo)”                            | Beck                                                               | 2:11    |  |
| 22.                                                                            | „Coronation Band Suite (Demo)”                 | Beck                                                               | 1:34    |  |
| 23.                                                                            | „Let It Go (Instrumental)”                     | Robert Lopez și Kristen Anderson-Lopez                             | 3:46    |  |
| 24.                                                                            | „For the First Time in Forever (Instrumental)” | Robert Lopez și Kristen Anderson-Lopez                             | 3:46    |  |
| 25.                                                                            | „Love Is an Open Door (Instrumental)”          | Robert Lopez și Kristen Anderson-Lopez                             | 2:07    |  |
| 26.                                                                            | „In Summer (Instrumental)”                     | Robert Lopez și Kristen Anderson-Lopez                             | 1:48    |  |
| 27.                                                                            | „Let It Go (Instrumental)”                     | Robert Lopez, Kristen Anderson-Lopez, și Emanuel "Eman" Kiriakou   | 3:42    |  |
| Lungime totală:                                                                | Lungime totală:                                | Lungime totală:                                                    | 54:61   |  |

### Evoluția în clasamente
Coloana sonoră pentru Frozen a debutat pe poziția #18 în cadrul US Billboard 200, clasându-se drept cea mai importantă coloană sonoră pentru un film de animație, de la succesul din 2006 cu Mașini.
| Clasamentul (2013)               | Poziția maximă | Săptămâni în clasament | Referință |
| -------------------------------- | -------------- | ---------------------- | --------- |
| Albumele din Spania (PROMUSICAE) | 84             | -                      | [ 82 ]    |
| US Billboard 200                 | 11             | -                      | [ 83 ]    |

## Lansare
Frozen a avut lansarea teatrală pe 27 noiembrie 2013 în Statele Unite ale Americii, fiind acompaniat de un film scurt Mickey Mouse "Ia un cal". Filmul a fost promovat constant, în cadrul mai multor parcuri de distracții Disney, inclusiv Aventura Disney în California, World of Color, pavilionul Epcot din Norvegia, sau show-ul Visele Disney! lansat la Disneyland Paris. Premiera filmului a avut loc la El Capitan Theatre în Hollywood, California pe 19 noiembrie 2013.

## Recepție

### Răspunsuri critice din partea audienței
La premieră, Regatul de gheață a avut parte de recenzii pozitive. Mai mulți critici au comparat filmul cu perioada renascentistă a Disney, mai precis cu Mica Sirenă, Frumoasa și Bestia și Regele leu. Site-ul web de recenzie Rotten Tomatoes raportează că 88% din critici au dat filmului o recenzie pozitivă, din totalul de 156 recenzii, cu un scor mediu de 7.8/10, făcându-l astfel, filmul de familie cu cel mai mare rating din 2013. Consensul site-ului spune: "Frumos animat, briliant scris, și plin cu cântece de cântat, Regatul de gheață capătă un loc în povestea Disney". Pe Metacritic, care desemnează un rating din cele 100 de recenzii în topul celor mai cunoscute de către critici, a obținut un scor de 74 fondate pe 40 de recenzii, indicând "recenzii favorabile în general."  Voturile de pe CinemaScore, desfășurate în timpul lansării din weekend au dezvăluit că cei care merg la cinema au dat filmului Frozen nota 10+ (A+) pe o scală de la A la F. Frozen a fost numit, al 7-lea cel mai bun film din 2013, de către Richard Corliss din revista Time sau Kyle Smith din The New York Post.
Alonso Duralde, de la The Wrap a lăudat filmul, drept "cea mai bună animație muzicală, ce a ieșit de pe porțile Disney, de la moartea tragică a scriitorului de versuri Howard Ashman, a cărei muncă la Mica Sirenă și Frumoasa și Bestia a ajutat studioul să ajungă ceea ce este astăzi". A mai spus că "deși acțiunea devine mai lentă către concluzie, scenariul...chiar o susține; oferă personaje de care să îți pese, alături de câteva întorsături de situație și surprize pe parcurs". Todd McCarthy de la Holywood Reporter a observat Frozen ca un muzical adevărat, consemnând: "Poți vedea practic muzicalul de pe Broadway, Frozen care este destinat să apară atunci când privești animația 3D de la Disney a unei prințese". McCarthy descrie filmul drept unul "energetic, amuzant și nu prea dezgustător, ca de altfel primul film din Hollywood după mulți ani care ne avertizează cu privire la pericolele răcirii globale, în comparație cu încălzirea, acest desen plin de muzică frumoasă, dezvoltă ceea ce a fost un an fără proiecte de menționat ale unui studio atât de mare, începând cu deschiderea de Ziua Recunoștinței, ar trebui să mulțumească așteptările audienței ca un blockbuster ce va sparge încasările." Kyle Smith de la New York Post a acordat filmului 3.5 stele din 4, elogiind filmul, considerându-l "un mare deliciu de zăpadă, cu un miez emoționant, melodii în stilul Broadway briliante, și o poveste descurcăreață. Primul său act și al 3-lea, sunt mai bune decât partea cea mai glumeață din mijloc, dar acesta este un exemplu rar de efort de la studiourile de animație Walt Disney, care se situează în profunzime, precum o animație Pixar ". Scott Mendelson de la Forbes a notat: "Frozen este o declarație a Disney pentru cultura sa reactualizată, și reafirmare că își acceptă moștenirea și propria sa identitate. În aceeași măsură, este pur și simplu, o animație terifiantă pentru destinderea întregii familii.".
Revista Los Angeles Time a remarcat actorii de voce și secvențele muzicale elaborate, declarând Frozen "o reîntoarcere la coloșii filmelor de animație Walt Disney". Owen Gleiberman de la Entertainment Weekly a dat filmului nota 9+ (B+) și l-a catalogat drept "o fabulă încântătoare care îți arată definiția, a ceea ce este proaspăt într-o animațe, care se poate schimba." Richard Corliss de la Time, de-asemeni a lăudat filmul, scriind că, "Este grozav să vezi că Disney s-a întors la originile sale și acum înflorește din nou: creând divertismentul muzical superior care se trage din tradiția Walt a splendorii animate și fermentația Broadway-ului de astăzi". Richard Roeper a aclamat filmul ca un „deliciu absolut, de la început până la sfârșit”. Atât Michael Phillips de la Chicago Tribune cât și Stephen Holden de la New York Times au apreciat personajele filmului și secvențele muzicale, comparându-le cu teatricalitățile găsite în musicalul Wicked. Emma Dibdin de la Digital Spy a premiat filmul cu 5/5 stele și l-a numit "O nouă animație clasică Disney" dar și "un film plin de voioșie și înveselitor, a unei povești umane care este amuzantă, de râzi cu gura până la urechi, precum și surprinzătoare și înțepătoare. În preajma celebrării a 90 de ani de Disney, nu îți pot imagina o sărbătoare mai perfectă decât aceasta, care dă tot ce e mai bun din Disney."
Totuși, filmul nu a fost fără critici. Scott Foundas de la Variety nu a fost la fel de impresionat de film, dar a apreciat voice acting-ul și arta tehnică a acestuia: "Priveliștea Arandelle-ului înzăpezit, inclusiv castelul de gheață al Elsei este adevăratul merit pentru Frozen, îmbogățit cu 3D, și decizia de a filma în imbogatit cu 3D si decizia de a filma in widescreen (ecran lat)"-– un punct slab față de bogăția sistemului cinemascopic din Frumoasa din Pădurea Adormită și Doamna și Vagabondul. Cei de la Seattle Times, au acordat filmui 2 din 4 stele, declarând că "Deși frumos filmul cu fiordurile și sculpturile de gheață, generate pe calculato, și interioare de castel, si interioare de castel, cel mai important lucru este cel care aduce toate acestea împreună, laolaltă - povestea - care e dezamăgitoare". Joe Williams de la St. Louis Post-Dispatch a criticat de-asemenea povestea ca fiind punctul cel mai slab al filmului.
Comentând pe site-ul lui Roger Ebert, Christy Lemire a acordat recenzii mixte, oferind filmului 2 stele și jumătate, din 4. Lemire laudă efectele viziuale și performanța înălțătoare a melodiei "Let It Go," ca fiind mesajul cel mai pozitiv trimis spre copii de către Frozen. Cu toate acestea, consideră filmul „cinic”, criticându-l ca o „încercare de a agita lucrurile, fără a le agita, însă prea mult.”

#### Portretizarea emoțiilor feminine
Acuzațiile de sexism au apărut dupa ce șeful animațiilor pentru Frozen, Lino DiSalvo, a spus:
"Vorbind din punct de vedere istoric, animarea personajelor feminine este foarte, foarte grea, pentru că acestea trec printr-un număr mare de emoții, dar trebuie să le menții frumoase și sunt și sensibile - le poți transpune de pe un model foarte repede. Așa că, având un film cu două protagoniste, a fost destul de greu, și avându-le pe amândouă în scenă și să arate diferit una față de cealaltă, a arătat ca un acou al aceleași expresii; că Elsa nervoasă arată diferit față de Anna tristă".
Anumiți comentatori media au înțeles asta și au dedus că sunt dificile expresiile faciale pentru femei, mai ales având în vedere trecutul - fiindcă ele trebuiesc menținute "frumoase". Un purtător de cuvânt de la Disney, a transmis revistei Time faptul că citatul lui DiSalvo a fost interpretat greșit declarând că "descria unele aspecte tehnice din cadrul animației generată pe calculator și nu făcea un comentariu general la animarea femeilor contra băieților sau altor personaje"

### Premii și nominalizări
| Premii și nominalizări                        | Premii și nominalizări | Premii și nominalizări                                      | Premii și nominalizări                                                                         | Premii și nominalizări                     |
| Premiu                                        | Data ceremoniei        | Categoria                                                   | Recipienți și nominalizați                                                                     | Rezultat                                   |
| --------------------------------------------- | ---------------------- | ----------------------------------------------------------- | ---------------------------------------------------------------------------------------------- | ------------------------------------------ |
| African-American Film Critics Association     | 13 decembrie 2013      | Cel mai bun film de animație                                |                                                                                                | Câștigat                                   |
| Alliance of Women Film Journalists            | 19 decembrie 2013      | Cel mai bun film de animație                                | Chris Buck, Jennifer Lee                                                                       | Nominalizare                               |
| Alliance of Women Film Journalists            | 19 decembrie 2013      | Cel mai bun regizor feminin                                 | Jennifer Lee                                                                                   | Nominalizare                               |
| Alliance of Women Film Journalists            | 19 decembrie 2013      | Cel mai bun scenarist feminin                               | Jennifer Lee                                                                                   | Nominalizare                               |
| Alliance of Women Film Journalists            | 19 decembrie 2013      | Cel mai bun personaj feminin animat                         | Anna (Kristen Bell)                                                                            | Câștigat                                   |
| Alliance of Women Film Journalists            | 19 decembrie 2013      | Cel mai bun personaj feminin animat                         | Elsa (Idina Menzel)                                                                            | Nominalizare                               |
| Annie Awards                                  | 1 februarie 2014       | Cel mai bun film de animație                                |                                                                                                | În așteptare                               |
| Annie Awards                                  | 1 februarie 2014       | Animația personajelor într-un lung-metraj de animație       | Tony Smeed                                                                                     | În așteptare                               |
| Annie Awards                                  | 1 februarie 2014       | Designul personajelor într-un lung-metraj de animație       | Bill Schwab                                                                                    | În așteptare                               |
| Annie Awards                                  | 1 februarie 2014       | Regia într-un lung-metraj de animație                       | Chris Buck, Jennifer Lee                                                                       | În așteptare                               |
| Annie Awards                                  | 1 februarie 2014       | Muzica într-un lung-metraj de animație                      | Robert Lopez, Kristen Anderson-Lopez, Christophe Beck                                          | În așteptare                               |
| Annie Awards                                  | 1 februarie 2014       | Designul de producție într-un lung-metraj de animație       | Michael Giaimo, Lisa Keene, David Womersley                                                    | În așteptare                               |
| Annie Awards                                  | 1 februarie 2014       | Rezumatul dintr-un lung-metraj de animație                  | John Ripa                                                                                      | În așteptare                               |
| Annie Awards                                  | 1 februarie 2014       | Dublajul dintr-un lung-metraj de animație                   | Josh Gad                                                                                       | În așteptare                               |
| Annie Awards                                  | 1 februarie 2014       | Scenariul dintr-un lung-metraj de animație                  | Jennifer Lee                                                                                   | În așteptare                               |
| Annie Awards                                  | 1 februarie 2014       | Editorialul dintr-un lung-metraj de animație                | Jeff Draheim                                                                                   | În așteptare                               |
| Austin Film Critics Association               | 17 decembrie 2013      | Cel mai bun film de animație                                |                                                                                                | Câștigat                                   |
| Boston Online Film Critics Association        | 7 decembrie 2013       | Cel mai bun film de animație                                |                                                                                                | Tied with The Wind Rises                   |
| Boston Society of Film Critics                | 8 decembrie 2013       | Cel mai bun film de animație                                |                                                                                                | Nominalizare                               |
| Broadcast Film Critics Association            | 16 ianuarie 2013       | Cel mai bun film de animație                                |                                                                                                | În așteptare                               |
| Broadcast Film Critics Association            | 16 ianuarie 2013       | Cea mai bună melodie originală                              | "Let It Go" Interpretat de Idina Menzel Muzică - Robert Lopez, Versuri- Kristen Anderson-Lopez | În așteptare                               |
| Chicago Film Critics Association              | 16 decembrie 2013      | Cel mai bun film de animație                                |                                                                                                | Nominalizare                               |
| Dallas-Fort Worth Film Critics Association    | 16 decembrie 2013      | Cel mai bun film de animație                                |                                                                                                | Câștigat                                   |
| Dubai International Film Festival             | 13 decembrie 2013      | NBD People's Choice Award pentru Emiratele Arabe            | Chris Buck, Jennifer Lee                                                                       | Câștigat                                   |
| Florida Film Critics Circle                   | 18 decembrie 2013      | Cel mai bun film de animație                                |                                                                                                | Câștigat                                   |
| Golden Globe Awards                           | 12 ianuarie 2014       | Globul de Aur- Cel mai bun film de animație                 |                                                                                                | Câștigat                                   |
| Golden Globe Awards                           | 12 ianuarie 2014       | Globul de Aur- Cea mai bună melodie originală - Lung-metraj | "Let It Go" Robert Lopez și Kristen Anderson-Lopez                                             | Câștigat                                   |
| Houston Film Critics Society                  | 15 decembrie 2013      | Cel mai bun film de animație                                |                                                                                                | Câștigat                                   |
| Houston Film Critics Society                  | 15 decembrie 2013      | Premiul pentru cea mai bună melodie originală               | "Let It Go" Robert Lopez and Kristen Anderson-Lopez                                            | Nominalizare                               |
| IGN's Best of 2013 Awards                     | 10 ianuarie 2014       | Cel mai bun film                                            |                                                                                                | În așteptare                               |
| IGN's Best of 2013 Awards                     | 10 ianuarie 2014       | Cel mai important film de animație                          |                                                                                                | În așteptare                               |
| Indiana Film Critics Association              | 19 decembrie 2013      | Cel mai bun lung-metraj de animație                         |                                                                                                | Câștigat                                   |
| Kansas City Film Critics Circle               | 15 decembrie 2013      | Cel mai bun film de animație                                |                                                                                                | Decernat la premiera Sunt un mic ticălos 2 |
| Las Vegas Film Critics Society                | 18 decembrie 2013      | Cel mai bun film de animație                                |                                                                                                | Câștigat                                   |
| Nevada Film Critics Society                   | 20 decembrie 2013      | Cel mai bun film de animație                                |                                                                                                | Câștigat                                   |
| New York Film Critics Circle                  | 3 decembrie 2013       | Cel mai bun film de animație                                |                                                                                                | Nominalizare                               |
| Online Film Critics Society                   | 16 decembrie 2013      | Cel mai bun film de animație                                |                                                                                                | Nominalizare                               |
| Phoenix Film Critics Society                  | 17 decembrie 2013      | Cel mai bun film de animație                                |                                                                                                | Câștigat                                   |
| Phoenix Film Critics Society                  | 17 decembrie 2013      | Cea mai bună melodie originală                              | "Let It Go" Robert Lopez și Kristen Anderson-Lopez                                             | Câștigat                                   |
| Phoenix Film Critics Society                  | 17 decembrie 2013      | Cea mai bună melodie originală                              | Christophe Beck                                                                                | Câștigat                                   |
| San Diego Film Critics Society                | 11 decembrie 2013      | Cel mai bun lung-metraj de animație                         |                                                                                                | Nominalizare                               |
| San Francisco Film Critics Circle             | 15 decembrie 2013      | Cel mai bun lung-metraj de animație                         |                                                                                                | Câștigat                                   |
| Satellite Awards                              | 23 februarie 2014      | Best Motion Picture, Animated or Mixed Media                |                                                                                                | În așteptare                               |
| Satellite Awards                              | 23 februarie 2014      | Cea mai bună melodie originală                              | "Let It Go" Robert Lopez și Kristen Anderson-Lopez                                             | În așteptare                               |
| Southeastern Film Critics Association         | 16 decembrie 2013      | Cel mai bun film animat                                     |                                                                                                | Câștigat                                   |
| St. Louis Gateway Film Critics Association    | 16 decembrie 2013      | Cel mai bun film animat                                     |                                                                                                | Câștigat                                   |
| St. Louis Gateway Film Critics Association    | 16 decembrie 2013      | Cea mai bună coloana sonoră                                 |                                                                                                | Runner-up                                  |
| Toronto Film Critics Association              | 17 decembrie 2013      | Cel mai bun lung-metraj de animație                         |                                                                                                | Nominalizare                               |
| Utah Film Critics Association                 | 20 decembrie 2013      | Cel mai bun lung-metraj de animație                         |                                                                                                | Câștigat                                   |
| Washington D.C. Area Film Critics Association | 9 decembrie 2013       | Cel mai bun film de animație                                |                                                                                                | Câștigat                                   |
| Washington D.C. Area Film Critics Association | 9 decembrie 2013       | Cea mai bună coloana sonoră                                 | Christophe Beck                                                                                | Nominalizare                               |
| Women Film Critics Circle                     | 16 decembrie 2013      | Cele mai bune personaje feminine animate                    |                                                                                                | Câștigat                                   |

## Box office

### America și întreaga lume
Frozen a obținut $400,738,009 la box office-ul Nord American și $880,064,273 peste ocean, totalul pe glob fiind de $1,280,802,282 . Filmul a premiat la teatrul "El Capitan" în Hollywood, California pe data de 19 noiembrie 2013 si a obținut $243,390 în timpul lansării limitate acolo; a obținut locul 7 pentru cele mai bune prezentări dinaintea unui eveniment din toate timpurile. În ziua lansării, fimul a obținut $15.2 milioane. La aceasta, se mai adaugă $67.4 milioane peste tradiționalul weekend de 3 zile - cea mai largă deschidere pentru o animație de la Walt Disney - si $93.6 milioane în 5 zile de (Ziua Recunoștinței), depășind recordul anterior deținut de Povestea Jucăriilor 2, din 1999. Per total pentru Ziua Recunoștinței, de 5 zile, Frozen deține locul 2 pentru această perioadă, urmat de Jocurile Foamei: Sfidarea și depășind Harry Potter și Piatra Filozofală, care a ținut recordul timp de 12 ani. În acel weekend, a fost pe locul al 2-lea urmat de The Hunger Games: Catching Fire, înainte de a obține locul 1 în următorul weekend, devansându-l cu 53% la $31.6 milioane (În fața filmului Catching Fire de $27 milioane).

### România
Premiera filmului în România este prevăzută pe data de 27 decembrie 2013. Filmul a fost premiat la teatrul El Căpitan pe 19 noiembrie 2013, și a fost lansat în toate teatrele și cinematografele pe 27 noiembrie. Odată lansat, Frozen a avut succes la box office și a fost considerat de mai mulți critici de film drept cea mai bună animație muzicală Disney de la perioada renascentistă a studioului, cu încasări de 31,6 milioane de dolari, un film pentru Crăciun.
În România, Regatul de gheață a înregistrat în weekendul de deschidere încasări de 1,387 994 lei românești (429 652 dolari americani) cu 73 854 de spectatori. Distribuit de Forum Film România, acesta a putut fi văzut în 78 de săli, clasându-se pe prima poziție a box-officeului românesc după încasările de weekend (fiind al treilea în topul anului în funcție de încasările din weekendul de debut).
Regatul de gheață a surclasat după acest criteriu alte filme de animație lansate în același an pe ecranele din România, ca de exemplu:
- Pe urmele dinozaurilor, o producție distribuită BBC, care a încasat 156 258 de lei (47 681 dolari SUA) în weekendul de lansare,[154]
- Khumba, 341 852 lei în weekendul de lansare, aproximativ 103 767 de dolari americani,[155]
- Croods, 637 691 lei în weekendul de lansare, echivalentul a 186 323 dolari americani,[156]
- Epic - Regatul secret, 606 573 lei (176 319 dolari SUA) în weekendul de lansare,[157]
- Sunt un mic ticălos 2, 573 657 lei în weekendul de lansare, echivalentul a 166 407 de dolari americani,[158]
- Turbo, 241 251 în weekendul de lansare, echivalentul a 71 882 de dolari americani,[159]

Filmul a fost cel mai bine cotat film de animație al anului, niciun film reușind să doboare recordul acestuia în weekendul de debut.

## Trailer
Trailerul filmului a debutat pe 18 iunie 2013, fiind lansat odată cu premiera filmului "Universitatea Monștrilor", pe 21 iunie 2013. Primul trailer în întregime a fost oferit audienței largi, pe 26 septembrie 2013, și a fost atașat ca preview înainte de filmul "Stă să plouă cu chiftele 2", la o zi, după, lansarea acestuia în cinematografe. Filmului îi este atașat și scurt-metrajul cu Mickey Mouse, "Get a Horse".
Al treilea trailer debutează, dezvăluind duetul dintre Elsa și Anna, melodia, "For the First Time in Forever." Ediția Deluxe pe 2 discuri, Regatul de gheață, va fi lansată pe 25 noiembrie, 2013.
Regatul de gheață va avea premiera pe 23 octombrie, 2013, la ShowEast ce se va desfășura în cadrul Westin Diplomat Resort & Spa în Hollywood. Va avea premiera oficială pe 27 noiembrie 2013, și va rula împreună cu scurt-metrajul cu Mickey Mouse, Get a Horse! 

## Scurt-metrajul aferent peliculei
Disney Animation, va aduce odată cu premiera filmului Regatul de gheață, un film de scurt metraj care va putea fi vizionat înaintea filmului original, această tehnică fiind una obișnuită, și des folosită, atât de Disney, cât și de Pixar. Scurt-metrajul, se numește "Ia-ți un cal!", și este regizat de Lauren McMullan, cea care este prima femeie, ce regizează o peliculă Disney, fără un alt ajutor regizoral.
În primă fază, s-a crezut că scurt-metrajul era pierdut, însă nu a fost așa, considerându-se că cel mai autentic și unic amănunt al acestuia, este distribuția. De asemenea, animatorii scurt-metrajului au încercat să realizeze o a personajului, care începe să se miște în 2D alb-negru, din 1928, evadează, sărind din ecran, căpătând culoare și un efect de halou.

## Cartea filmului
Din 23 noiembrie 2013, Editura Litera aduce în premieră un audio-book aferent peliculei, povestea filmului în imagini, în lectura celei care îi dă viață Annei în limba română, actrița Anca Iliese.